# Forcipomyia gibbus
Forcipomyia gibbus är en tvåvingeart som beskrevs av Debenham 1987. Forcipomyia gibbus ingår i släktet Forcipomyia och familjen svidknott.
Artens utbredningsområde är Queensland. Inga underarter finns listade i Catalogue of Life.